# ویامومب
شهر ویامومب (به فرانسوی: ویامومب) در شهرستان سن-سن-دنی در ناحیه ایل-دو-فرانس با جمعیت ۲۸٬۳۳۹ نفر در کشور فرانسه واقع شده‌است